# Луго (Италия)
Вижте пояснителната страница за други значения на Луго.
Лу̀го (на италиански: Lugo, на местен диалект Lugh, Луг) е град и община в Северна Италия, провинция Равена, регион Емилия-Романя. Разположен е на 15 m надморска височина. Населението на града е 32 891 души (към 2011 г.).